# NBCニュース・アット・サンライズ
『NBCニュース・アット・サンライズ（NBC News at Sunrise）』は、アメリカ・NBCで1983年8月1日から1999年9月6日まで放送されていた早朝テレビニュース番組。朝のトップニュースのヘッドライン、スポーツ、天気予報、ビジネスコーナーを特集した。アンカーの多くはNBCの朝のニュース番組『トゥデイ』にも出演した。

## 歴史
1983年8月1日にコニー・チャンがメインアンカー、ビル・マカティーがスポーツアンカー、ジョー・ウィッテが気象アンカーとして開始した。1982年7月に開始し、『トゥデイ』アンカーのブライアント・ガンベル、ジェーン・ポーリー、ウィラード・スコットがホストを務めた『アーリー・トゥデイ（Early Today）』に代わるNBCの早朝ニュース番組となった。『アーリー・トゥデイ』の視聴者数は、競合するABCとCBSの2つの早朝ニュース番組に比べて遅れをとっており、同時に旗艦番組である『トゥデイ』も視聴者を失っていた。チャンは『トゥデイ』に残ったガンベルとポーリーの代わりに起用された。1983年に『サンライズ』が開始した時、当時早朝のローカルニュース番組を放送するテレビ局は殆どなかったため、番組は殆どの市場で6:30に放送された。
1980年代後半、30分間の放送中に6つのコーナーで構成され、国内外のニュースのヘッドラインのコーナーで始まった。2番目のコーナーは、NBCスポーツのパーソナリティーによる前日のスポーツのスコアとヘッドラインの要約で、ビル・マカティー、ドン・グールド（Don Gould）、ジミー・セファロ、ドン・クリキらがこの任務を果たした者の中にいた。3番目のコーナーでは、ウィッテが提供する全国の天気予報が取り上げられた。一部のNBC加盟局はその枠をローカルニュース番組で埋め、『サンライズ』は、『NBCナイトリーニュース』の前日版で放送された記事の再放送である「Another Look」で時間を埋めた。5番目のコーナーでは、アンカーがトップニュースのヘッドラインを要約し、ビジネスアナリストにインタビューする。「バロンズ」誌のアラン・エイブルソンが頻繁にゲストとして登場した。
最後のコマーシャルブレークの前に、グラフィックはニューヨーク証券取引所で前日の最も活発な10銘柄を強調表示した。最後のコーナーでは、ジョー・ウィッテが2度目の天気予報を提供した。夏の間は、アメリカのビーチコミュニティの気温と水温を調査する「Sun and Swim」が定期的に特集された。秋になると、よく「Foliage（紅葉）」リポートを行った。晩秋から冬にかけては、アメリカの様々なリゾートのスキー状況に関する情報を提供する「Ski Report」を提供した。また、最後のコーナーでは、『サンライズ』アンカーが『トゥデイ』アンカー、通常はブライアント・ガンベルを紹介し、この後の『トゥデイ』のプレビューを提供した。1980年代、『サンライズ』では、ジョン・ウィリアムズが作曲したNBCニュースのテーマ「ザ・ミッション」の、『NBCナイトリーニュース』で使用されたものとは異なるカットが使用された。

### 晩年
コニー・チャンは番組を降板し、ロジャー・マッドとNBCニュースのプライムタイムのマガジン番組『1986』の共同ホストとなった。ボブ・ジェイミソンは1987年1月まで暫定アンカーを務め、その後NBCニュースと「ウォール・ストリート・ジャーナル」が制作する15分間の早朝ビジネス番組『ビフォー・アワーズ（Before Hours）』のホストのために降板した。NBCのシカゴ直営放送局WMAQ-TVから移籍したデボラ・ノーヴィルは、1987年1月から1989年9月までアンカーを務めたが、『トゥデイ』のために降板し、ジョン・パーマーがアンカーを引き継いだ。1990年までにフェイス・ダニエルズがパーマーに代わった。
番組の進行中に朝のローカルニュース番組を追加した各放送局が、1990年代後半に徐々に早い時間帯（多くの場合、かつての6:00と6:30の時間枠から5:00または5:30）に拡大したため、『サンライズ』の生放送は東部時間5:00に変更され、テープ遅延ループで東部時間8:00まで再放送され、その後太平洋標準時の視聴者向けに番組の更新版が放送された。

### 打ち切り
1999年4月14日、NBCは朝と昼のスケジュールの大幅な変更を発表し、『NBCニュース・アット・サンライズ』と長寿メロドラマ『アナザー・ワールド』は打ち切りとなり、トーク番組『リーザ』（1999年-2000年シーズンにリニューアルされた）は『レイター・トゥデイ』の枠を空けるためにネットワークのスケジュールから外された。『サンライズ』は、当初打ち切り時点では番組より30分早い東部時間4:30に放送されていたCNBC制作の『アーリー・トゥデイ』（皮肉にも16年前に置き換えられた番組『サンライズ』と同じ名前）と呼ばれる新しい早朝ニュース番組に置き換えられ、一般ニュースのヘッドラインよりも主にビジネスリポートに焦点を当てた（『アーリー・トゥデイ』の制作は2004年にMSNBCに引き継がれ、その結果、一般ニュース形式への切り替えも行われた）。『サンライズ』は、同年9月6日に最終回を放送し、元MSNBC及び『ウィークエンド・トゥデイ』記者のグルスタン・ダート（Gulstan Dart、現：サクラメントのNBC提携局KCRA-TV）がアンカーを務めた。

## アンカー
- コニー・チャン（1983年 - 1986年）
- ボブ・ジェイミソン（英語版）（1986年 - 1987年）
- デボラ・ノーヴィル（英語版）（1987年 - 1989年）
- ジョン・パーマー（英語版）（1989年 - 1990年）[7]
- フェイス・ダニエルズ（英語版）（1990年 - 1991年）
- マーガレット・ラーソン（英語版）（1991年）
- アン・カリー（1991年 - 1996年）
- フェリシア・テイラー（英語版）（1996年）
- リンダ・ベスター（英語版）（1996年 - 1998年）
- ブリジット・クイン（英語版）（1998年 - 1999年）